# Tomás Costa
Tomás Costa (nascido a 30 de Janeiro 1985 em Oliveros, Província de Santa Fé) é um futebolista argentino que joga como volante. Atualmente joga pelo Colón.

## Carreira
Recentemente mudou-se para o Universidad Católica emprestado pelo FC Porto.

## Títulos
Porto
- Campeonato Português: 2008-09
- Taça de Portugal: 2008-09, 2009-10
- Supertaça Cândido de Oliveira: 2008-09